# Sozialrendite
Die Sozialrendite (englisch Social Return on Investment, abgekürzt SROI) ist ein 2002 entwickelter Ansatz, der sich mit der Bewertung des gesellschaftlichen Mehrwerts durch (soziale) Projekte beschäftigt. Mit anderen Worten versucht die Sozialrendite, ein Maß für die Güte sozialer Aktivitäten, wie zum Beispiel von Selbsthilfeorganisationen, zu finden und dabei möglichst viele Faktoren zu berücksichtigen, etwa bei der friedensstiftenden Mission in einem Kriegsgebiet auch die Umweltschäden. Das Verfahren weist, wie vergleichbare Ansätze auch, Schwächen auf, unter anderem durch das Fehlen eines grundsätzlichen normativen Ansatzes. Nach Olivia Rauscher von der Universität Wien kann "die SROI-Analyse als Evaluationsmethode (retrospektiv) oder als Prognosemethode (prospektiv) eingesetzt werden. Es sollen Sensitivitätsanalysen durchgeführt werden, um Schlüsselfaktoren der SROI-Analyse zu erkennen und Auswirkungen getroffener Annahmen einschätzbar zu machen."
Der Entwicklung des SROI-Ansatzes im angelsächsischen Raum ging dabei die Überlegung voraus, wie die Auswirkungen, die durch die Arbeit insbesondere sozialer Organisationen und Projekte im Sinne des Gemeinwohls entstehen, gemessen und finanziell bewertet werden können. Der SROI ist dabei eine Methode, die die klassischen finanziellen Bewertungsmethoden (ROI) um einen sozialökonomischen und umweltpolitischen Wert erweitert und damit auch für Non-Profit-Organisationen und -Unternehmen anwendbar macht. Der SROI will aber nicht nur ein neues Berechnungsinstrument sein. Der SROI ist als ein neuer, breiterer Ansatz zu verstehen, der nicht nur für Non-Profit-Unternehmen interessant ist, sondern auch für Social Entrepreneurs und private Unternehmen, die sich im Bereich Corporate Social Responsibility engagieren und neue Wege beschreiten, um ihre Leistungen sowie die durch sie verursachten positiven wie auch negativen Auswirkungen zu bewerten und zu kommunizieren.

## Geschichte
Die Methodologie der Berechnung der Sozialrendite wurde seit 2002 von der William and Flora Hewlett Foundation gemeinsam mit Praktikern aus den USA, Kanada, Großbritannien und den Niederlanden in Form der Blended Value Map erarbeitet. Dieses Modell geht davon aus, dass Wert aus einer Kombination (blend) von ökonomischen, ökologischen und sozialen Faktoren besteht. Dieser durch Investitionen geschaffene Wert kann positiv, aber auch negativ sein. 2006 und 2009 erschienen überarbeitete Fassungen. Seither hat sich die Methodologie weiter entwickelt, überzeugende Anwendungsbeispiele fehlen jedoch noch. Die letzte internationale Konferenz des SROI-Netzwerks fand im Februar 2012 in Potsdam statt.

## Methode
Der Ansatz stellt eine Abkehr von rein Input-orientierten Ansätzen dar. Er fordert, dass die Mission einer zu bewertenden Organisation oder eines zu bewertenden Projekts im Rahmen der Bestimmung einer "Theory of Change" in konkret definierbare Ziele übersetzt wird, über die man sich mit den Stakeholdern zu verständigen hat.
Man untersucht eine soziale oder ökologische Maßnahme während eines bestimmten Zeitraums (meist 5 bis 10 Jahre),
- berechnet zunächst die Investitionen (Inputs), die erforderlich sind, um diese Maßnahme zu fördern,
- misst Vorteile, z. B. durch Qualitätsverbesserungen, Kosteneinsparungen und rückläufige Ausgaben, die infolge dieser sozialen Maßnahme entstehen
- bewertet diese in Geldeinheiten ("Monetarisierung"), auch wenn das Geld nicht direkt an die Investoren fließt (zur Monetarisierung können üblicherweise in Kosten-Nutzen-Analysen genutzte Verfahren verwendet werden), oder findet – falls eine Monetarisierung nicht möglich ist – andere Indikatoren zu ihrer Messung (z. B. Lebensqualitätspunkte)
- diskontiert die Einsparungen z. B. mit Hilfe der Discounted Cash-Flow-Methode
- und berechnet bei öffentlich oder privat finanzierten Projekten die Rückflüsse an die öffentliche Hand oder an die privaten Investoren, falls es solche geben sollte.

## Wie berechnet man einen SROI?
SROI = Netto Profite : Netto Investition
Es stellen sich dabei immer Fragen wie: Was hätte der Staat ohne die NPO für einen Verlust eingefahren? Können durch die Soziale Dienstleistung die Kosten für den Staat verringert werden?
Beispiel (alle Inhalte frei erfunden): Die "NPO Arbeitsschutz" setzt sich mit einer jährlichen Netto Investition in Höhe von 100'000.-- für den Schutz von Bauarbeitern ein mit Maßnahme XY. Die Maßnahme XY führt dazu, dass jährlich 2 Bauarbeiter weniger invalid werden. Im Durchschnitt kostet ein Invaliditätsfall eines Bauarbeiters 250'000.--. Durch die NPO Arbeitsschutz, können also nachweislich Kosten in Höhe von 500'000.-- verhindert werden. Die Soziale Investition ist also 100'000.-- (Netto Investition), der wirtschaftliche Nutzen für die Allgemeinheit also 500'000.-- (Netto Profite).
Die Rechnung in diesem Beispiel würde lauten: 500'000.-- (Netto Profite) : 100'000.-- (Netto Investition) = SROI in Höhe von 5.0.

## Transparenz & Vergleich
Einer der wichtigsten Faktoren in der Kommunikation der SROI ist die Transparenz. Folglich könnte beim obigen Beispiel (wie berechnet man einen SROI?) der SROI verdoppelt werden, wenn "nur" zwei Bauarbeiter mehr gerettet werden (1'000'000 : 100'000 = SROI 10). Die klare Kommunikation über die Auswahl und Berechnung des SROI ist elementar.
Vergleicht man verschiedene NPOs und ihre SROI-Berechnungen, ist es elementar in welchen Gebieten sie unterwegs sind. (Bedenke: Aktivitäten einer NPO in Staaten mit wenig Ressourcen führen automatisch dazu, dass der SROI höher sein wird, als bei gleichem Projekt in Staaten mit viel Ressourcen.) Innerhalb der Transparenz muss dies deklariert werden.